# Wild Eagle
Wild Eagle sont des méga montagnes russes Wing Rider du parc Dollywood, situé à Pigeon Forge, dans le Tennessee, aux États-Unis. Ce sont les premières montagnes russes de ce type en Amérique.

## Historique
En mai 2011, la construction de l'attraction a commencé. En juin, le slogan de l'attraction, « The Sky Is Not The Limit » (« Le ciel n'est pas la limite »), a été révélé, et un site internet à l'adresse www.dollywood2012.com/ a été créé. Wild Eagle a été annoncé officiellement le 4 septembre. Avec un coût de 20 millions de dollars, c'est le plus gros investissement de l'histoire du parc. L'ouverture a eu lieu le 24 mars 2012.

## Parcours

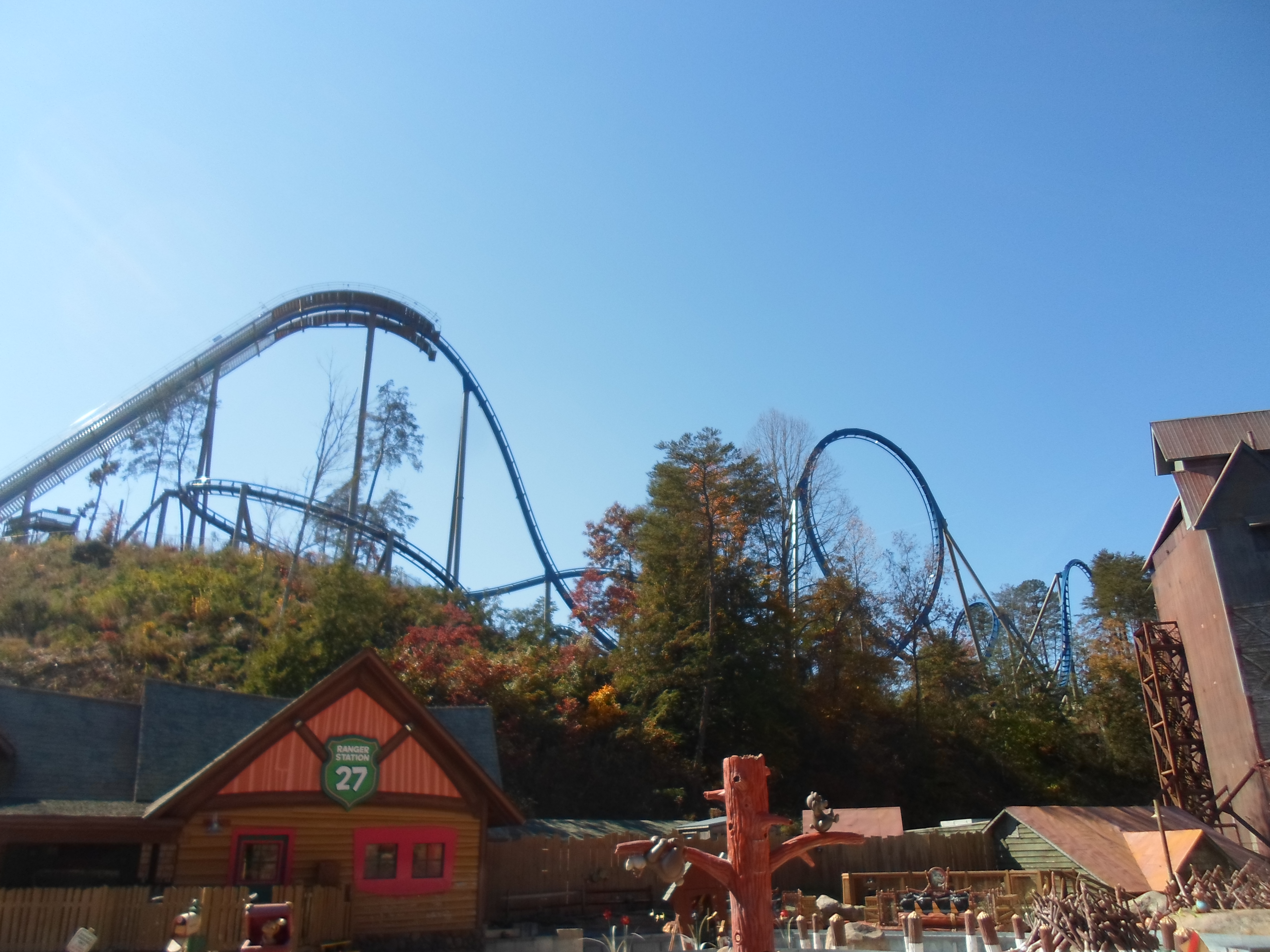
Vue globale du parcours de Wild Eagle.

Le parcours commence avec un lift hill à chaîne d'une hauteur de 64 mètres et une descente de 41,1 mètres qui mène dans un looping vertical. Ensuite, le train fait un zero-G roll, un Immelmann et un giant flat spin. Le train termine avec une bosse suivie de virages serrés qui mènent à la gare. Un tour dure 2 minutes et 22 secondes.

## Trains
Wild Eagle sont des montagnes russes Wing Rider. Chaque train a sept wagons d'un seul rang sur lequel deux personnes s'assiéront de chaque côté de la piste.